# Giovanni Battista Pergolesi

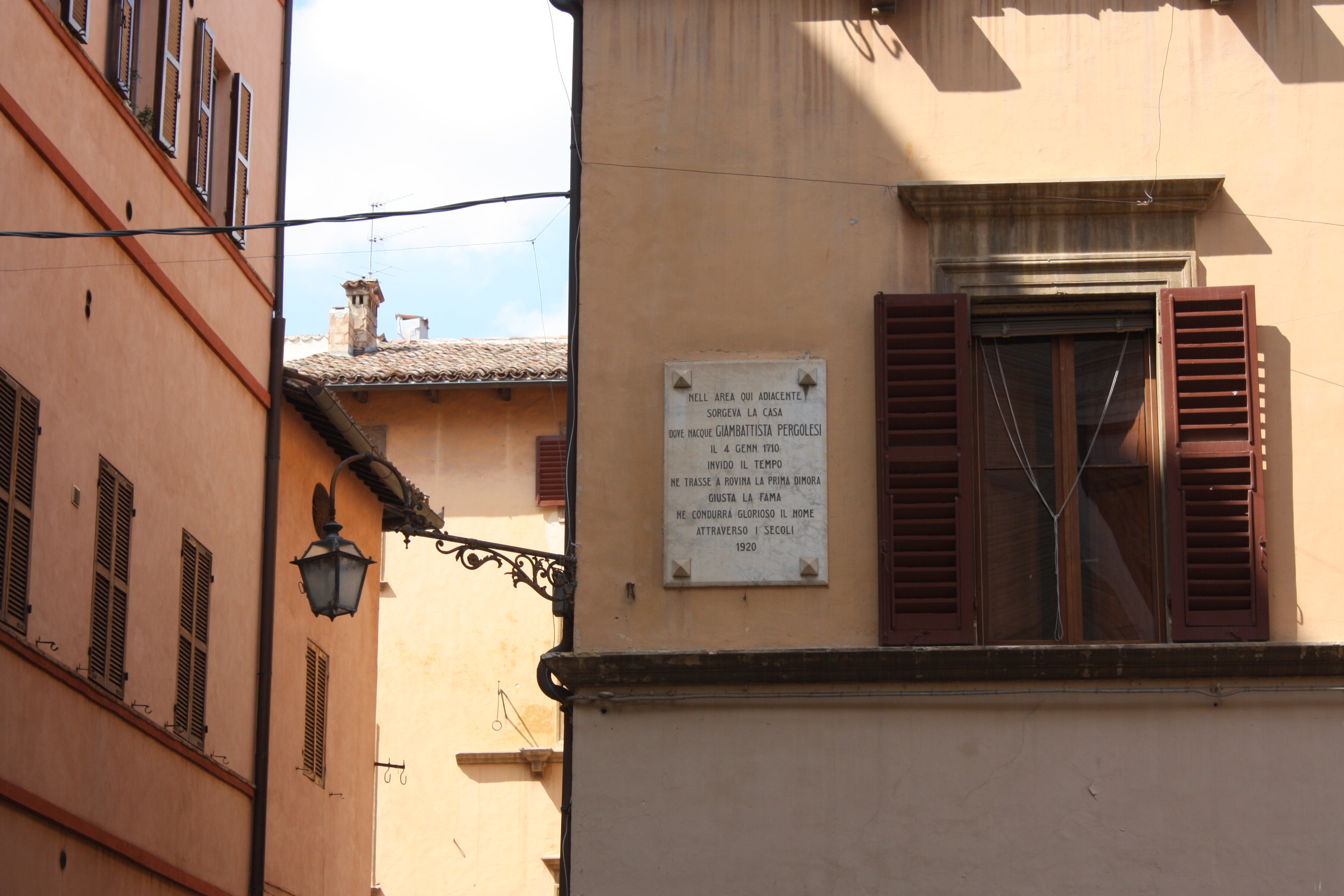
Tablica na miejscu urodzenia kompozytora

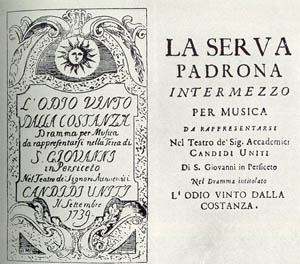
Okładka opery "La Serva Padrona"

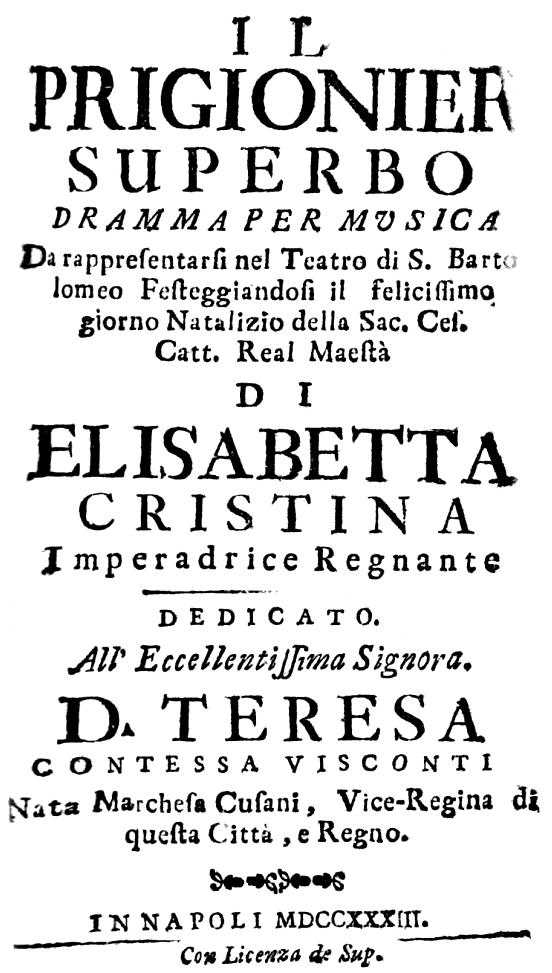
Okładka opery "Il prigionier superbo"

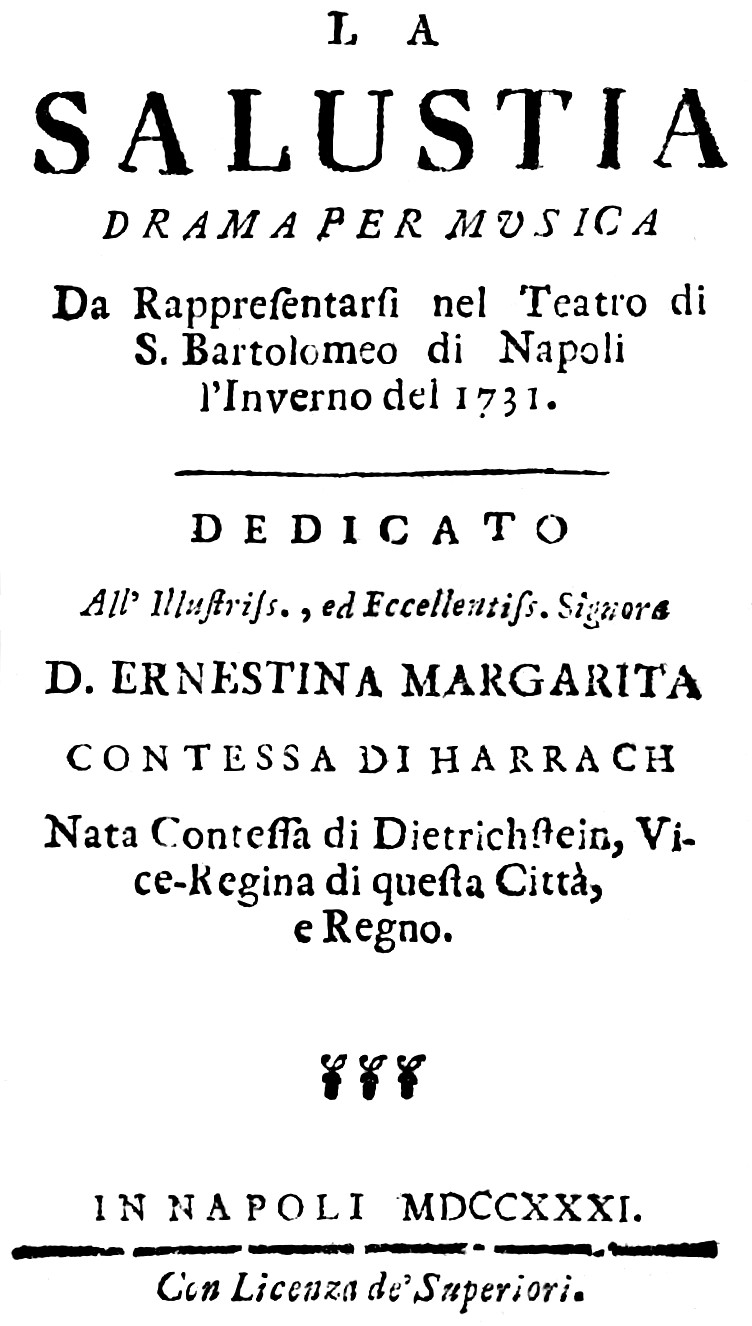
Okładka opery "Salustia"

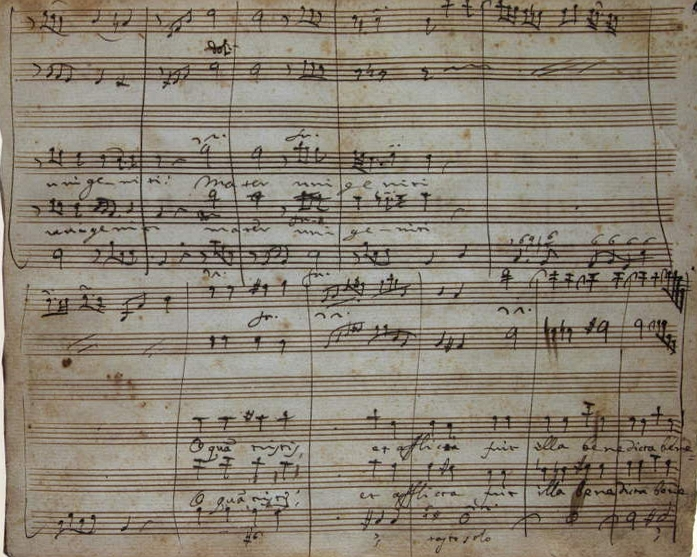
Autograf dzieła "Stabat Mater"

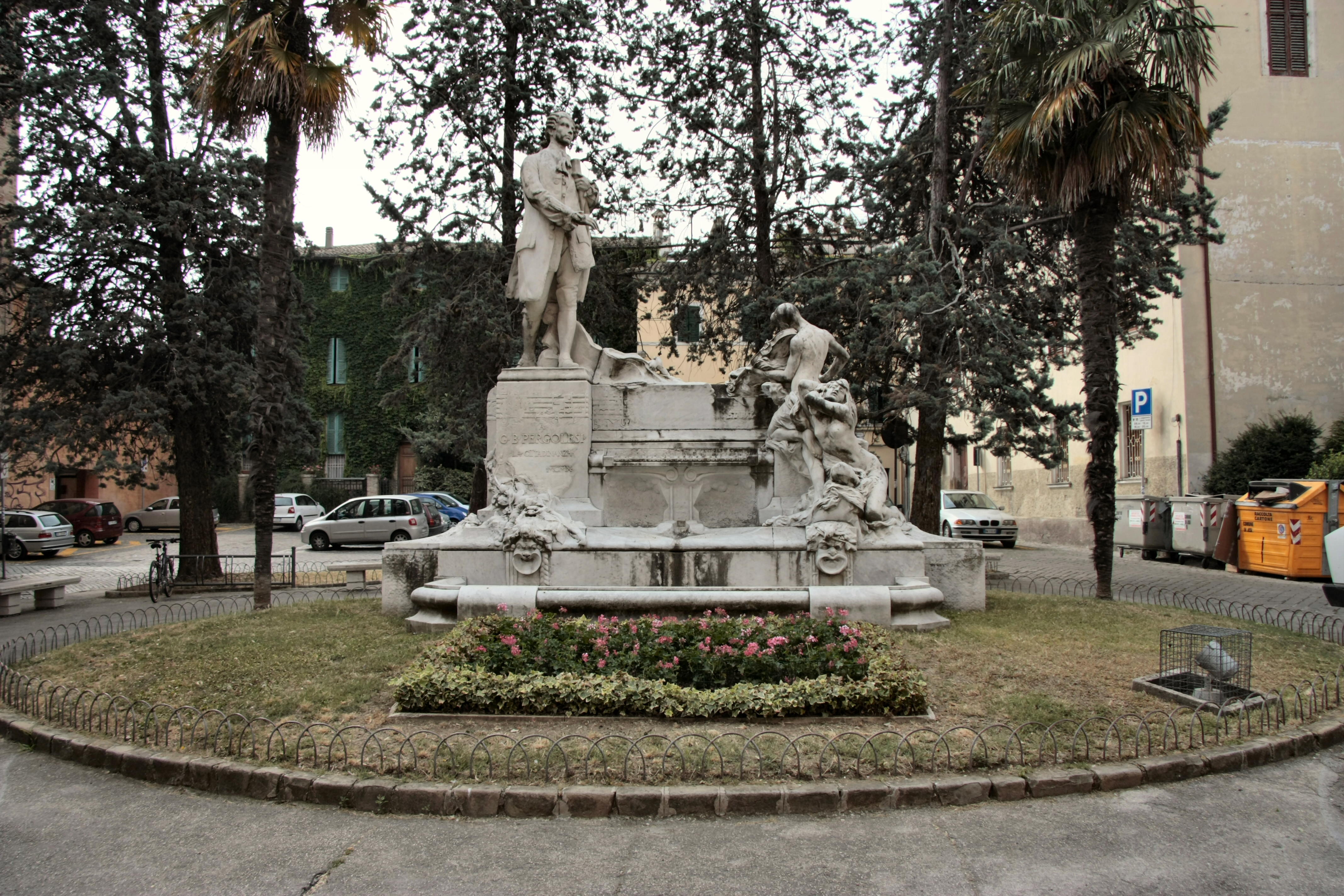
Pomnik Pergolesiego w Jesi

Giovanni Battista Pergolesi, właściwie Giovanni Battista Draghi (ur. 4 stycznia 1710 w Jesi, zm. 16 marca 1736 w Pozzuoli) – włoski kompozytor, skrzypek i organista epoki baroku.

## Życiorys
Urodził się w Jesi w regionie Ankony. Jego rodzicami byli Francesco Andrea Draghi i Anna Vittoria Giorgi. Miał dwóch braci i siostrę, ale wszyscy oni zmarli w dzieciństwie. Przyszły kompozytor cierpiał z powodu deformacji lewej nogi, prawdopodobnie wskutek przebycia polio. Pierwsze wykształcenie muzyczne odebrał w Jesi (organy, skrzypce). Następnie dzięki mecenatowi margrabiego Carla Marii Pianettiego został wysłany do konserwatorium w Neapolu, gdzie później powstała większość jego kompozycji. Jednym z jego tamtejszych nauczycieli był kompozytor Francesco Durante. Zalicza się go do grona twórców opery komicznej. Dziełem, które zapewniło mu znaczącą popularność i przyczyniło się do rozwoju włoskiej opery buffa, było intermezzo La serva padrona (Służąca panią), które wystawiono w Neapolu w 1733 roku. Przypominało operę seria, ale akcja była w nim ważniejsza od popisu wokalnego. Kiedy wystawiono ją w Paryżu w 1752 roku, rozpętała „wojnę buffonistów z antybuffonistami”, czyli zwolenników Pergolesiego i Jean-Philippe Rameau.
W 1736 roku, kiedy zaczął podupadać na zdrowiu Pergolesi osiadł w klasztorze w Pozzuoli. Tam skomponował Salve Regina c-moll oraz inne dzieło, które przyniosło mu trwałą sławę – Stabat Mater.
 Zmarł na gruźlicę w wieku zaledwie 26 lat. Został pochowany w katedrze w Pozzuoli.

## Wybrane dzieła

### Opery seria
- Salustia (Morelli według Zeno Alessandro Severo), Neapol, 1732
- Dumny więzień (Il prigioniero superbo), prapremiera: Neapol, Teatro San Bartolomeo, 28 sierpnia 1733
- Hadrian w Syrii (Adriano in Siria, libretto: (Metastasio), prapremiera: Neapol, Teatro San Bartolomeo, 25 października 1734
- Olimpiada (L'Olimpiade, libretto: (Metastasio), prapremiera: Rzym, Teatro di Sordinona, 8 lub 15 stycznia 1735

### Opery buffa
- Braciszek zakochany (Lo frate 'nnamorato, libretto: Gennarantonio Federico), prapremiera: Neapol, Teatro dei Fiorentini, 23 września 1732 (wersja zrewidowana 1734)
- Flaminio (Il Flaminio, libretto: Gennarantonio Federico), Neapol, Teatro Nuovo, jesień 1735

### Intermezza
- Służąca panią (La serva padrona, libretto: Gennarantonio Federico), prapremiera: razem z operą Il prigioniero superbo, Teatro San Bartolomeo, 28 sierpnia 1733
- La contadina astuta (Mariani), wykonane razem z operą Adriano in Siria, 1734 (wyk. jako Livietta e Tracollo Rzym, 1734; wyk. jako Il ladio finto pazzo, Mediolan, 1739; wyk. jako Il finto pazzo, Wenecja, 1741; wyk. jako Amor fa l'uomo cieco, o La sorte degli amanti, Wenecja, 1742; wyk. jako Il Tracollo, Wenecja, 1744, wyk. jako Livietta, Wenecja, 1746; wyk. jako La finta Polacca, Rzym, 1748)

### Serenaty
- Il tempo felice (Macri), Torremaggiore, 1735 - muzyka zaginęła

### Muzyka religijna
- Confitebor - psalm, Neapol, 1732
- Deus in adjutorium, Neapol, 1732
- Dixit Dominus D-dur - psalm, Neapol, 1732
- In coelestibus regnis A-dur - antyfona
- In hac die quam decora - motet
- Laudate pueri dominum - psalm
- Salve regina a-moll - antyfona
- Salve regina c-moll - antyfona, 1736
- Stabat Mater f-moll - sekwencja, 1736 – ukończone na kilka dni przed śmiercią w Pozzuoli

Oprócz powyższych gatunków Pergolesi tworzył również sonaty, oratoria, psalmy, kantaty, motety i msze.